# Betten
Betten est une localité et une ancienne commune suisse du canton du Valais, située dans le demi-district de Rarogne oriental.

## Histoire
Le 1er janvier 2014, elle a fusionné avec sa voisine de Martisberg pour former la nouvelle commune de Bettmeralp.

## Population

### Surnom
Les habitants de la localité sont surnommés les Saints (die Heiligen en allemand), le nom de la localité signifiant prier.

### Démographie
La localité compte 294 habitants en 1850, 350 en 1880, 311 en 1900, 287 en 1930, 373 en 1950, 494 en 1980 et 449 en 2000.

Photo aérienne historique de Werner Friedli de 1955.